# Aabenraakredsen
Aabenraakredsen er fra 2007 en opstillingskreds i Sydjyllands Storkreds. I 1971-2006 var kredsen en opstillingskreds i Sønderjyllands Amtskreds. I 1920-1970 var kredsen en opstillingskreds i den sønderjyske storkreds, der officielt hed Haderslev med flere amters amtskreds.

## Folketingskandidater pr. 25/11-2018

### Valgkredsens kandidater for de pr. november 2018 opstillingsberettigede partier
| Liste | Parti                       | Kandidat | Bemærk                                                            |
| ----- | --------------------------- | --- | ----------------------------------------------------------------- |
| A     | Socialdemokratiet           | |                                                                   |
| B     | Radikale Venstre            | Ole Lynggaard Jørgensen |                                                                   |
| C     | Det Konservative Folkeparti | |                                                                   |
| D     | Nye Borgerlige              | Jan Køpke Christensen |                                                                   |
| F     | Socialistisk Folkeparti     | |                                                                   |
| I     | Liberal Alliance            | |                                                                   |
| O     | Dansk Folkeparti            | Peter Kofod |                                                                   |
| V     | Venstre                     | Mogens J. Dall |                                                                   |
| Ø     | Enhedslisten                | Lene Dalsgaard |                                                                   |
| Å     | Alternativet                | Karin Rohr Genz, Søren Haastrup, Rune Ranaivo Bjerremand, Edvard Korsbæk, Tina Brixen, Ditte Madvig Evald, Jens-Peter Mantorp Broberg, Bjarne Aasø, Stefan Struck Kronborg, Mette Bram | Er opstillet i samtlige opstillingskredse i Sydjyllands Storkreds |

## Folketingsvalget 2011
Den 30. august 2011 var der 43.043 stemmeberettigede vælgere i kredsen.
Ved Folketingsvalget 2011 var der følgende valgsteder:
| Valgsted                 | By            | Stemme- berettigede | Stemme- procent |
| ------------------------ | ------------- | ------------------- | --------------- |
| Hovslund Forsamlingshus  | Hovslund      | 672                 | 85,71           |
| Hotel Kløver Es          | Hellevad      | 662                 | 86,85           |
| Rødekrohallen            | Rødekro       | 5.168               | 86,92           |
| Løjt Forsamlingshus      | Løjt Kirkeby  | 3.268               | 91,43           |
| Hjordkær Forsamlingshus  | Hjordkær      | 1.455               | 89,54           |
| Ravsted Forsamlingsgård  | Ravsted       | 663                 | 87,02           |
| Bolderslev Fritidscenter | Bolderslev    | 1.762               | 83,41           |
| Ensted Forsamlingshus    | Stubbæk       | 1.701               | 89,65           |
| Felstedhallen            | Felsted       | 1.673               | 87,86           |
| Varnæs Skole             | Varnæs        | 956                 | 84,08           |
| Slogs Herreds Hus        | Bylderup-Bov  | 1.974               | 82,86           |
| Borgersalen              | Tinglev       | 2.606               | 82,68           |
| Kliplev Forsamlingsgård  | Kliplev       | 1.689               | 85,95           |
| Grænsehallerne           | Kruså         | 3.078               | 84,39           |
| Valdemarshus             | Padborg       | 3.718               | 84,02           |
| Aabenraa Idrætscenter    | Aabenraa      | 6.970               | 85,10           |
| Rugkobbelskolen          | Aabenraa      | 3.087               | 86,74           |
| Agoraen                  | Høje Kolstrup | 1.941               | 77,07           |
| Total                    | Total         | 43.043              | 85,61           |

### Folketingsmedlemmer valgt i 2011
- Peter Christensen, Venstre